# Lago Näsi
El lago Näsi o Näsijärvi (en finés: Näsijärvi) es un destacado lago de Finlandia localizado en el sur del país, en la región de  Pirkanmaa (antigua provincia de Finlandia Occidental). El lago Näsi es el lago más grande en el área de Tampere, con un tamaño de  256,12 km². La ciudad de Tampere se localiza entre los lagos Näsi y Pyhäjärvi y hay un rápido (Tammerkoski) que corre a través de la ciudad procedente del lago Näsi. La calidad del agua del lago ha mejorado conforme ha disminuido el uso del agua en la industria maderera.

## Geografía

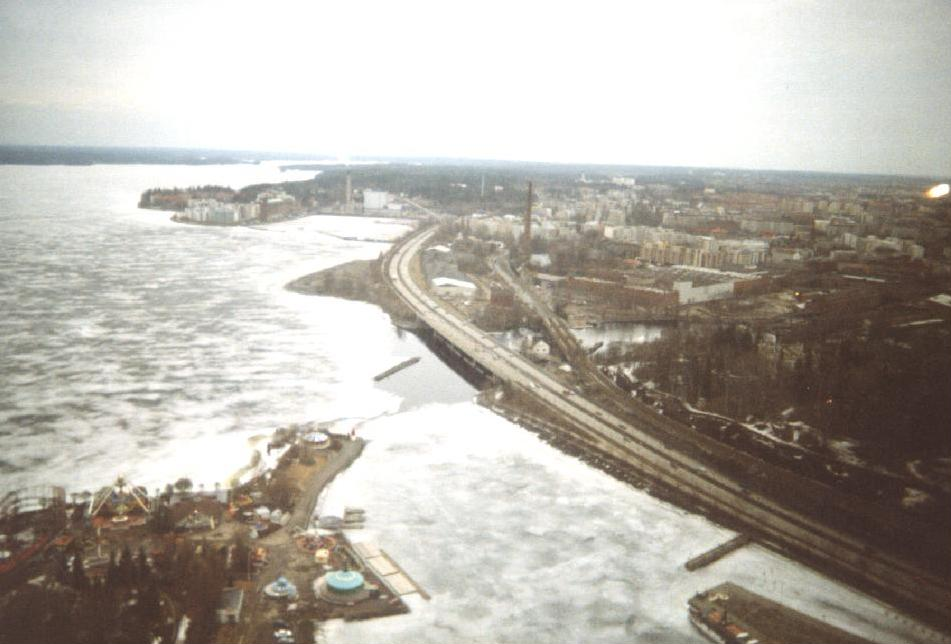
El lago Näsi en invierno desde la torre de observación Näsinneula.

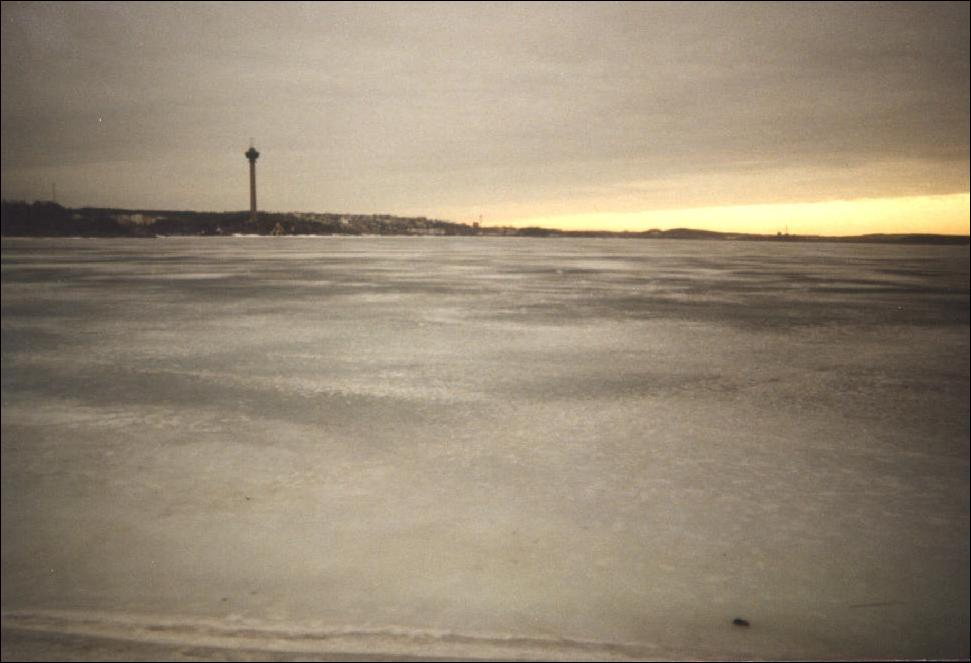
El lago Näsi en invierno

Los lagos Nasi y Pyhä están interconectados por el río Tammerkoski —apenas un ramal de rápidos de apenas 2 km y que salva 18 m de desnivel— en cuyas riberas ha crecido la ciudad de Tampere desde 1775. El lago Nasi, con sus 256,12 km² es el lago más grande de la región y es el decimosexto de Finlandia. El lago forma parte de una cadena lacustre formada por Vaskivesi-Visuvesi-Tarjanne-Ruovesi-Palovesi-Näsijärvi.

## Turismo
Desde el puerto Mustalahti de Tampere, situado al sur del lago, se organizan cruceros hasta la ciudad de Virrat que permiten admirar el paisaje típico finlandés. También hay un excelente servicio de paseos en barco en el lago Näsijärvi.

## Trivia
Se ha nombrado de igual modo un asteroide descubierto en 1939, el (1534) Näsi.